# Markiza de Montespan
Franciszka-Atena de Rochechouart, markiza de Montespan, fr. Françoise-Athénaïs de Rochechouart, Madame de Montespan (ur. 5 października 1641 w Tonnay-Charente, zm. 27/28 maja 1707 w Bourbon-l’Archambault) – w latach 1667–1679 oficjalna kochanka króla Ludwika XIV, matka 7 jego dzieci (z których 6 zostało następnie uznanych przez ojca).

## Życiorys
Urodziła się w Chateau de Tonnay-Charente (w dzisiejszym Charente-Maritime). Jej rodzicami byli Gabriel de Rochechouart, książę Mortemart, i Diana de Grandseigne. Poprzez swoich rodziców pochodziła z dwóch najstarszych rodzin szlacheckich we Francji. Uczyła się w zakonie Świętej Marii w Saintes. W wieku 20 lat została damą dworu szwagierki króla Francji – Madame, a następnie damą dworu samej królowej Francji – Marii Teresy.
W lutym 1663 poślubiła Louisa-Henriego de Pardaillana de Gondrin, markiza de Montespan (1641–1701), rok starszego od siebie. Przed ślubem znana była jako Mademoiselle de Tonnay-Charente po nazwie zamku, w którym się urodziła, lub jako Mademoiselle de Mortemart. Z mężem miała dwoje dzieci:
- Marie-Christine de Pardaillan de Gondrin (1663–1675),
- Louis-Antoine Pardaillan de Gondrin (1665–1736).

Zajęła miejsce poprzedniej kochanki króla – Louise de La Vallière (1644–1710), z którą rywalizowała przez kilka lat i która ostatecznie w 1674 wstąpiła do klasztoru. W trakcie tzw. afery trucicielskiej (L'affaire des poisons), gdzie główną oskarżona była trucicielka zwana La Voisin, markiza była oskarżana o stosowanie czarnej magii, trucizn i afrodyzjaków w celu wyeliminowania konkurentek i utrzymania statusu kochanki króla. Ludwik XIV był zmuszony do zatuszowania jej udziału w aferze i zniszczenia dowodów zebranych przez Chambre Ardente – specjalny trybunał rozpatrujący sprawę trucizn. Markiza de Montespan sama musiała w swoim czasie ustąpić swojego miejsca Markizie de Maintenon, która była jej przyjaciółką i guwernantką jej dzieci (w ten sposób poznał ją Ludwik XIV).
Zmarła zapomniana w Bourbon-l’Archambault, a król zabronił ich dzieciom noszenia po niej żałoby. Prawdziwy żal po śmierci matki pokazywało jedynie troje najmłodszych dzieci – księżna Burbon, księżna Orleanu i hrabia Tuluzy odmawiali uczestniczenia w wielu dworskich zgromadzeniach, pamiętając jak ich matka za życia próbowała zapewnić im jak najwięcej honorów i bogactw. Najstarszy i najbardziej nielojalny syn markizy – książę Maine z trudem ukrywał radość ze śmierci matki – zawsze odczuwał brak zainteresowania z jej strony, dlatego bardziej kochał swoją guwernantkę – Markizę de Maintenon.

## Dzieci Ludwika XIV i Françoise-Athénaïs

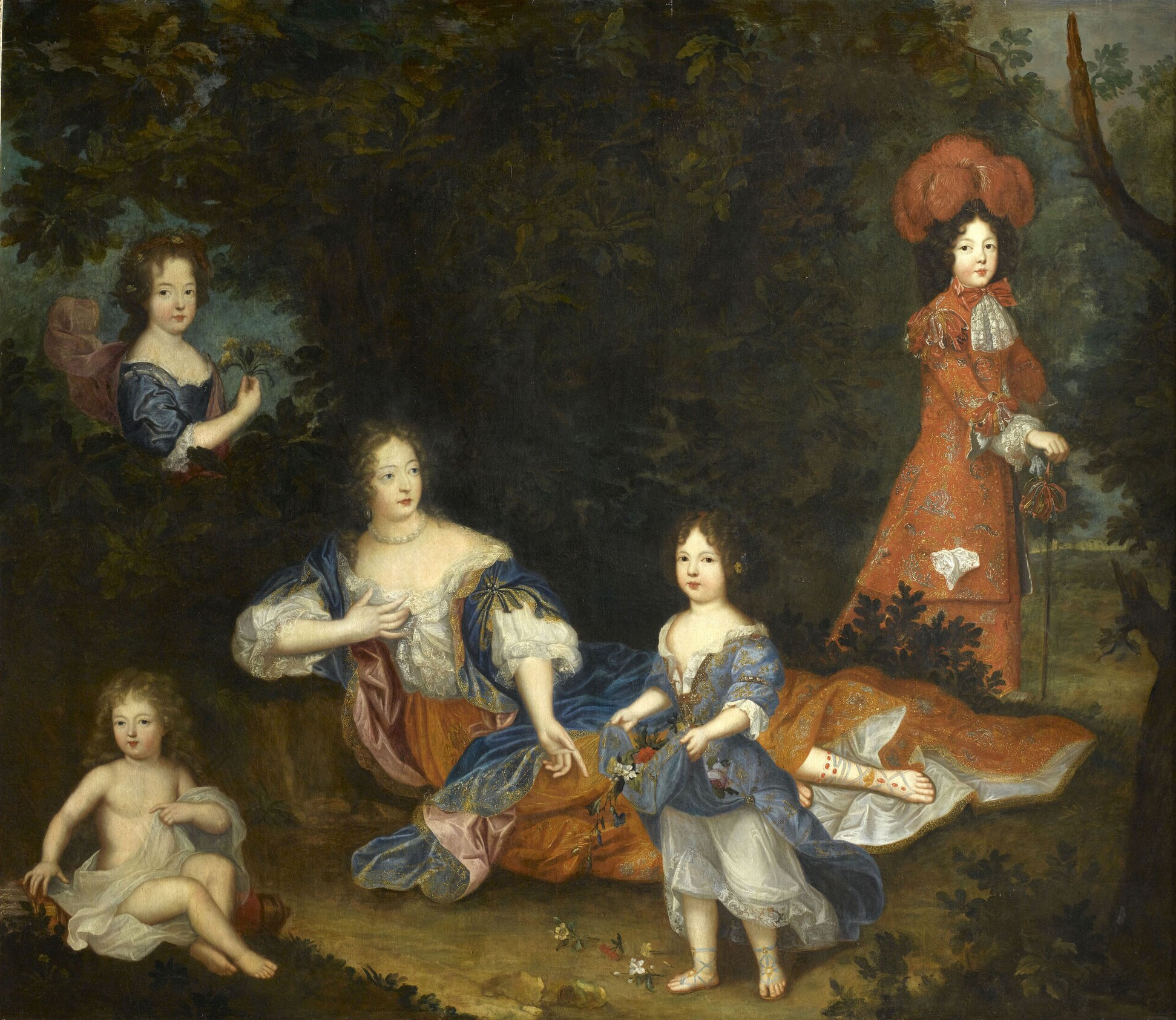
Markiza de Montespan z dziećmi

1. Ludwika Franciszka (Louise-Françoise), (1669–1672),
2. Ludwik August (Louis Auguste), książę Maine (1670-1736),
3. Ludwik Cezar (Louis César), hrabia Vexin, opat Saint-Germain-des-Prés (1672–1683),
4. Ludwika Franciszka (Louise Françoise), mademoiselle de Nantes (1673–1743), poślubiła Ludwika III, księcia de Burbon, później księcia de Condé,
5. Ludwika Maria Anna (Louise Marie Anne), mademoiselle de Tours (1674–1681),
6. Franciszka Maria (Françoise Marie), druga mademoiselle de Blois (1677–1749), poślubiła Filipa II Orleańskiego, diuka Chartres, przyszłego regenta Francji,
7. Ludwik Aleksander (Louis Alexandre, (1678–1737), hrabia Tuluzy.

## W kulturze
Markiza de Montespan pojawiła się w filmie Angelika i król jako groźna rywalka tytułowej bohaterki. W rolę tę wcieliła się Estella Blain. W serialu Wersal: Prawo krwi (2015–) kochankę króla gra Anna Brewster.